# John Phillips (acteur)
Pour les articles homonymes, voir John Phillips et Phillips.
John Phillips est un acteur britannique, né le 16 juillet 1914 à Birmingham, et mort le 11 mai 1995 à Oswestry (Royaume-Uni).

## Filmographie
- 1938 : The Wooing of Anne Hathaway (TV) : Thomas Heming
- 1952 : Angels One Five (en) : Engineer Officer
- 1955 : Richard III : Norfolk
- 1955 : L'Armure noire (The Dark Avenger) de Henry Levin : Second French Knight
- 1956 : L'Ennemi invisible (Passport to Treason) : Police Driver
- 1957 : Le Manoir du mystère (en) (Fortune Is a Woman) : Willis Croft
- 1957 : The Shiralee : Doctor
- 1958 : Doomsday for Dyson (TV) : General Schalz
- 1958 : The Government Inspector (en) (TV) : The Mayor
- 1958 : L'Affaire Dreyfus (I Accuse!) : Prosecutor, Esterhazy trial
- 1959 : Froid dans le dos (Floods of Fear) : Dr Matthews
- 1959 : John Paul Jones, maître des mers (John Paul Jones) : John Hancock
- 1959 : Bleak House (en) (série télévisée) : Mr. Tulkinghorn
- 1960 : Passeport pour la Lune (Man in the Moon) : Prof. Stephens
- 1960 : Le Village des damnés (Village of the Damned) : General Leighton
- 1961 : Un traître à Scotland Yard (Offbeat) de Cliff Owen : Supt. Gault
- 1961 : Romanoff et Juliette (Romanoff and Juliet) : Hooper Moulsworth
- 1961 : Le Visage du plaisir (The Roman Spring of Mrs. Stone) : Tom Stone
- 1962 : Les Clés de la citadelle (en) (A Prize of Arms) : Col. Fowler
- 1963 : La Souris sur la Lune (The Mouse on the Moon) : le délégué américain
- 1963 : La Route (TV) : Gideon Cobb
- 1964 : Becket : Bishop of Winchester
- 1964 : Rupert of Hentzau (en) (TV) : Colonel Zapt
- 1964 : Smuggler's Bay (série télévisée) : Elzevir Block
- 1965 : Joey Boy (en) : Insp. Morgan
- 1965 : Alexander Graham Bell (TV) : Professor Bell
- 1967 : Le Jardin des tortures (Torture Garden) : Storm
- 1967 : La Dynastie des Forsyte (The Forsyte Saga) (feuilleton TV) : MacGown
- 1967 : Dans les griffes de la momie (The Mummy's Shroud) : Stanley Preston
- 1967 : This Way for Murder (feuilleton TV) : Barnton
- 1968 : Frontier (série télévisée) : Lt. Col. John Whitley
- 1968 : The Gambler (feuilleton TV) : The General
- 1968 : Mrs Lawrence Will Look After It (TV) : Councillor Percival
- 1969 : Christ Recrucified (feuilleton TV) : Pope Grigoris
- 1970 : Crime of Passion (série télévisée) : Maître Lucan
- 1971 : La Grande Aventure de James Onedin (The Onedin Line) de Cyril Abraham : Jack Frazer
- 1972 : Man of Straw (feuilleton TV) : Dr Heuteufel
- 1973 : Jane Eyre (en) (feuilleton TV) : Mr. Brocklehurst
- 1974 : The Pallisers (en) (série télévisée) : Sir Gregory Grogram
- 1974 : John Halifax, Gentleman (feuilleton TV) : Abel Fletcher
- 1974 : La Chute des aigles (Fall of Eagles) (feuilleton TV) : Grand Duke Nicholas
- 1975 : Mrs. Amworth : Francis Urcombe
- 1975 : Days of Hope (en) (feuilleton TV) : Josiah Wedgwood
- 1976 : The Flight of the Heron (série télévisée) : Cameron of Lochiel
- 1977 : Jésus de Nazareth (Jesus of Nazareth) (télésuite) : Naso
- 1978 : Lillie (feuilleton TV) : W. E. Gladstone
- 1979 : Quadrophenia : Magistrate
- 1982 : Ascendancy : Wintour
- 1983 : The Old Men at the Zoo (feuilleton TV) : Dr Charles Langley-Beard
- 1991 : Merlin of the Crystal Cave (TV) : King Dafydd